# TCSP Barreau de Gonesse
Le Transport en commun en site propre (TCSP) Barreau de Gonesse est une ligne de bus à haut niveau de service (BHNS) mise en service le 14 novembre 2016.
Exploitée sous l'indice commercial 20 du réseau de bus Roissy Ouest, elle est destinée à faciliter les déplacements de banlieue à banlieue, en transports en commun dans les départements du Val-d'Oise et de la Seine-Saint-Denis. Pour ce faire, elle relie la gare de Villiers-le-Bel, de la ligne D du RER, à la gare du Parc des Expositions, de la ligne B du RER, permettant la desserte de huit arrêts répartis sur environ dix kilomètres.

## Le projet

### Présentation
Le TCSP Barreau de Gonesse doit permettre aux habitants de disposer d’une liaison régulière et de qualité pour accéder aux pôles d’activités du parc des expositions de Villepinte, du parc d'activités de Paris-Nord 2 et à la plateforme aéroportuaire de Roissy-Charles-de-Gaulle, ainsi qu’aux équipements publics (centre hospitalier de Gonesse) et aux zones d’activités en développement dans le secteur. Il doit précéder la réalisation d'une ligne ferrée évoquée pour 2020 dite Barreau de Gonesse, dont la station Gonesse doit offrir à terme une correspondance avec le Grand Paris Express.
Cette liaison complète et améliore ainsi l’offre de transport en commun pour la desserte de ces territoires du Grand Roissy en évitant, en particulier, de transiter par Paris pour réaliser un trajet de banlieue à banlieue.
Cette nouvelle ligne offre : 
- environ 10 kilomètres de desserte nouvelle ;
- trois nouvelles stations et un terminus (et trois stations supplémentaires à l'étude) ;
- un bus toutes les six minutes en heure de pointe[1] ;
- un temps de parcours estimé à moins de 25 minutes[1].

### Historique
- 5 janvier 2010 : validation du projet à l'occasion du Comité de pilotage du « Plan espoir banlieues »[6].
- 14 juin 2011 - 13 juillet 2011 : concertation préalable[7]. Organisée par le Conseil général du Val-d’Oise et le Syndicat des transports d'Île-de-France (STIF) [devenu Île-de-France Mobilités], elle avait pour objectifs de connaître les attentes et avis du public (habitants, riverains, usagers, acteurs économiques et associatifs) vis-à-vis du projet, et de l’enrichir par la participation de chacun ;
- 7 décembre 2011 : approbation du bilan de la concertation par le STIF[7].

Lors de ce conseil d'administration, conforté par le bilan de la concertation, le STIF a confirmé la poursuite du projet, en prenant en compte les enseignements de la concertation. Celle-ci se caractérise par des expressions majoritairement favorables au projet et à sa mise en œuvre rapide :
- deux tracés favorisés par la majeure partie des avis exprimés : côté RER D, le tracé 2 par l’avenue Gabriel-Péri ; côté RER B, le tracé 3 par la voie ferrée désaffectée et le chemin de promenade ;
- soutien dans l’ensemble  aux stations prévues et souhait de voir confirmer les stations à l’étude avec l’ajout d’un arrêt supplémentaire dans le parc d’activités de Paris Nord 2 ;
- forte attente pour une meilleure desserte de la plate-forme aéroportuaire de Roissy comme terminus de la ligne et d’une liaison desservant Goussainville ;
- attente d’une amplitude horaire et hebdomadaire du service plus large que celle des lignes de bus existantes pour répondre aux besoins de déplacement liés aux horaires décalés de fonctionnement de la plateforme aéroportuaire ;
- demande d’un matériel roulant « propre » qui puisse contribuer aux objectifs du gouvernement visant à réduire les gaz à effet de serre d’ici 2020.

Le STIF autorise en conséquence le département du Val-d'Oise, maître d’ouvrage du projet, à mener toutes les études nécessaires à la préparation de l’enquête publique pour le deuxième semestre 2012. Celle-ci a finalement lieu à la mi-2013.
Un huitième arrêt est ajouté le 17 novembre 2021, dénommé Triangle de Gonesse et comportant deux particularités : c'est un arrêt provisoire et desservi uniquement sur demande des ouvriers du chantier de construction de la station de métro éponyme ; il n'est mentionné ni sur les horaires ni sur le plan de la ligne.
Depuis le 1er août 2023, Keolis Roissy Pays de France Ouest succède à Trans Val-d'Oise (TransVO) pour l'exploitation de la ligne, dans le cadre du réseau de bus Roissy Ouest créé par l'ouverture à la concurrence des transports en commun en Île-de-France.

### Planning
- 2012 : études complémentaires ;
- 12 juin au 16 juillet 2013 : enquête publique ;
- fin 2012 - 2013 : études approfondies ;
- avril 2014 à 2016 : travaux[9] ;
- 14 novembre 2016 : mise en service sous l'indice commercial 20.

### Coût du projet
D'un coût prévisionnel de 34 millions d'euros en euros 2012, le projet de bus à haut niveau de service (BHNS) entre la gare de Villiers-le-Bel - Gonesse - Arnouville (RER D) et la gare du Parc des Expositions (RER B) à Villepinte est conduit par le Conseil général du Val-d'Oise et le STIF et financé en totalité par l’État et la Région Île-de-France dans le cadre du plan Espoir Banlieues.

## Tracé et stations

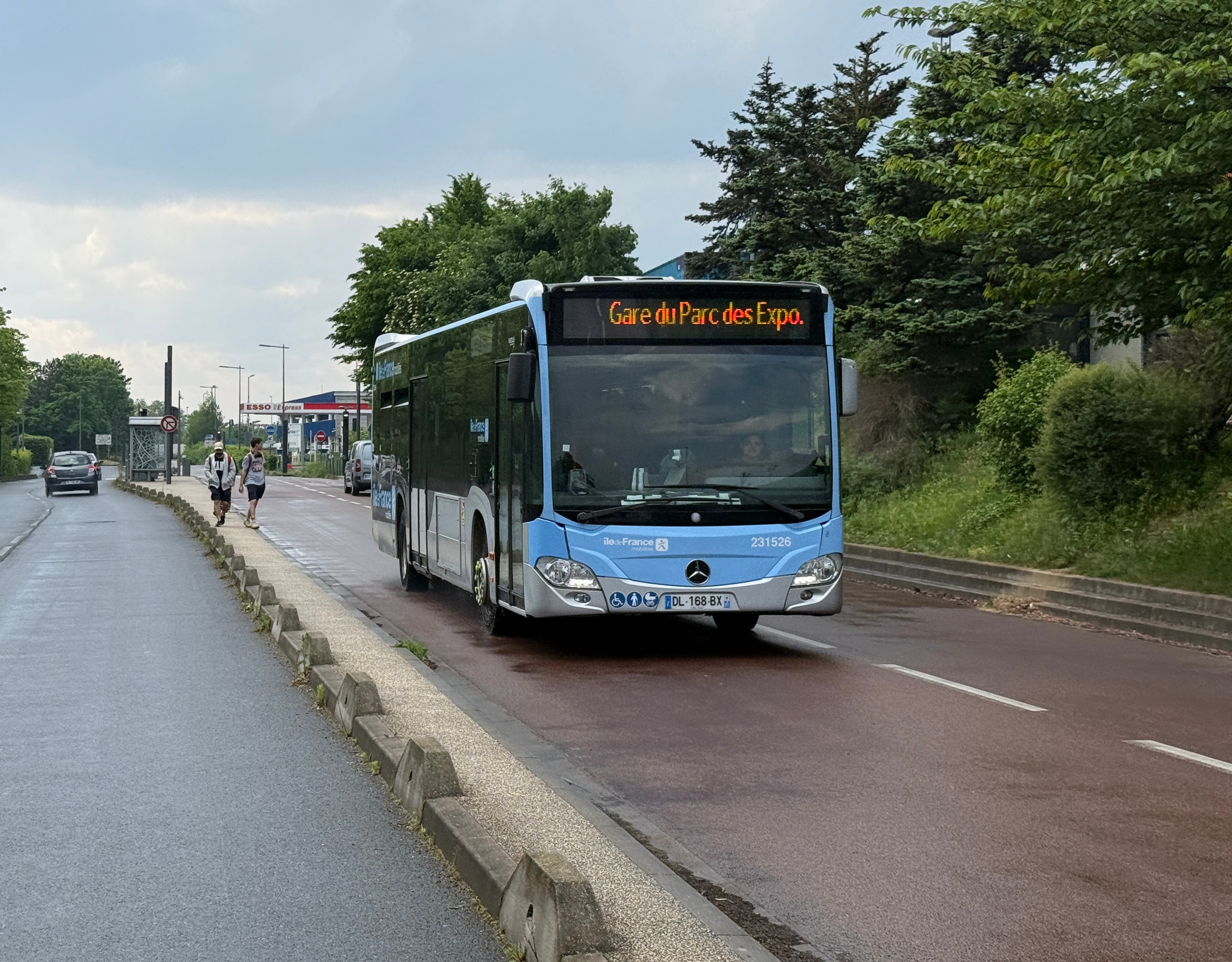
Un bus quittant l'arrêt Paris Nord 2 - Zone commerciale.

### Tracé
D'une longueur d'environ dix kilomètres, le TCSP Barreau de Gonesse relie en Île-de-France, la gare de Villiers-le-Bel RER D à la gare de Parc des Expositions RER B, en desservant quatre à sept stations nouvellement créées permettant ainsi la desserte des départements du Val-d'Oise et de la Seine-Saint-Denis à travers les communes de Villiers-le-Bel, Arnouville, Gonesse, Aulnay-sous-Bois, Roissy-en-France, Tremblay-en-France et de Villepinte à Paris Nord 2.
Le TCSP dessert les pôles d’activités du Parc des Expositions de Villepinte, de Paris Nord 2, la plateforme aéroportuaire de Roissy-Charles de Gaulle, ainsi que les équipements publics (centre 
hospitalier de Gonesse) et les zones d’activités en développement dans le secteur.

### Liste des stations
|  |   |  | Station                                                                             | Zone | Commune                   | Correspondances |
|  | - |  | ----------------------------------------------------------------------------------- | ---- | ------------------------- | --------------- |
|  | ■ |  | Gare de Villiers-le-Bel - Gonesse - Arnouville                                      | 4    | Arnouville                | (RER) · (D)     |
|  | • |  | Rond-Point du 14 juillet                                                            | 4    | Gonesse                   |                 |
|  | • |  | Gonesse Hôpital                                                                     | 4    | Gonesse                   |                 |
|  | • |  | Fontaine Cypierre                                                                   | 4    | Gonesse                   |                 |
|  | • |  | Gonesse (arrêt sur demande réservé aux ouvriers du chantier de la station de métro) | 4    | Gonesse                   |                 |
|  | • |  | Paris Nord 2 - Zone commerciale                                                     | 4    | Gonesse, Roissy-en-France |                 |
|  | • |  | Paris Nord 2 - Bois de la Pie                                                       | 4    | Gonesse, Roissy-en-France |                 |
|  | ■ |  | Gare du Parc des Expositions                                                        | 4    | Villepinte                | (RER) · (B)     |

(Les stations en gras servent de départ ou de terminus à certaines missions)

## Exploitation

### Généralités
Le TCSP Barreau de Gonesse est exploité depuis le 1er août 2023 par Keolis Roissy Pays de France Ouest dans le cadre du réseau de bus Roissy Ouest à la place de Trans Val-d'Oise, dit TransVO. Il fonctionne tous les jours de 5 h à 0 h 50 environ.
Il vise à assurer un service à la régularité améliorée, grâce à des tronçons en voies réservées, avec priorité aux feux, un temps de parcours fiable et réduit. Il offre une meilleure accessibilité, notamment pour les personnes à mobilité réduite, et une information en temps réel, visuelle et sonore, en station et à bord des bus, de dernière génération offrant davantage de confort et moins de pollution.

### Tarification et financement

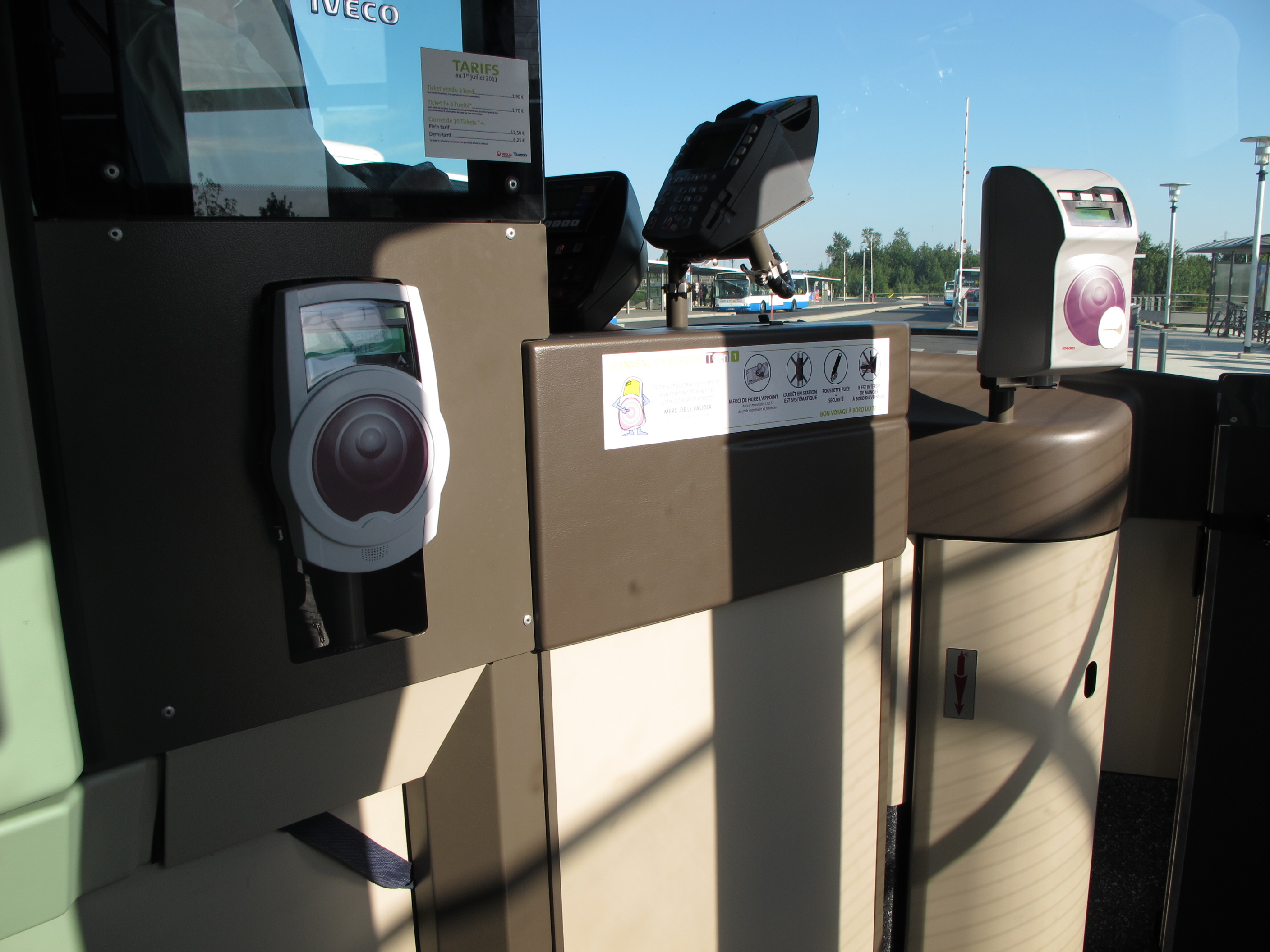
Validateurs pour cartes Navigo (à gauche) et pour tickets carton (à droite) présents dans les bus et tramway.

La tarification des lignes d'autobus d'Île-de-France est unifiée et accessible avec les mêmes abonnements. Un ticket « bus-tram », qui remplace le ticket t+ au 1er janvier 2025, permet un trajet simple quelle que soit la distance, avec une ou plusieurs correspondances possibles avec les autres lignes de bus et de tramway pendant une durée maximale de 1 h 30 entre la première et dernière validation. En revanche, un ticket validé dans un bus ne permet pas d'emprunter le métro, ni le Transilien et le RER. Les lignes Orlybus et Roissybus, assurant de façon directe les dessertes aéroportuaires via autoroute, disposent d'une tarification spécifique mais sont accessibles avec les abonnements habituels.
Les tarifs des billets et abonnements dont le montant est limité par décision politique ne couvrent pas les frais réels de transport. Le manque à gagner est compensé par l'autorité organisatrice, Île-de-France Mobilités, présidée depuis 2005 par le président du conseil régional d'Île-de-France et composé d'élus locaux. Elle définit les conditions générales d'exploitation ainsi que la durée et la fréquence des services. L'équilibre financier du fonctionnement est assuré par une dotation globale annuelle aux transporteurs de la région grâce au versement mobilité payé par les entreprises et aux contributions des collectivités publiques.

### Prévisions de trafic
Il était prévu que le TCSP Barreau de Gonesse transporte plus de 6 000 voyageurs par jour. Cependant, le 4 septembre 2017, soit moins d'un an après sa mise en service, la ligne voit ses fréquences se réduire aux heures creuses, en début et en fin de service (passage des fréquences de 12 à 20 minutes en moyenne tôt le matin ; de 15 à 30 minutes tard le soir), au vu des premiers éléments de fréquentation constatés.